# 2004年夏季残疾人奥林匹克运动会卢旺达代表团
2004年夏季残疾人奥林匹克运动会卢旺达代表团是卢旺达派出的2004年夏季残疾人奥林匹克运动会代表团。获得1枚铜牌。